# ドラゴンボール改
『ドラゴンボール改』（ドラゴンボールカイ、DRAGON BALL KAI）は、鳥山明の漫画作品『ドラゴンボール』を原作とする東映アニメーション制作のテレビアニメ。タイトルの「改」は鳥山明本人が命名したものである。企画の森下孝三によると「『ドラゴンボールZを改めて見てね』という願いが込められている」とのこと。

## 概要
本作品は、1989年4月26日から1996年1月31日までフジテレビ系列で放送された『ドラゴンボールZ』のデジタルリマスター再編集版である。ドラゴンボールシリーズとしては初のデジタルハイビジョン化作品として、フジテレビ系の日曜午前のアニメゾーン「ドリーム9」ほかにて放送された。

### 企画の経緯
プロジェクトのきっかけは、データカードダスのクオリティを問題視した鳥嶋和彦がバンダイから販売されているドラゴンボール関連商品の監修を一時停止したことに起因する。問題に対応したバンダイの古澤圭亮は、問題の修正に時間がかかり（当時）漫画・アニメ共に終了していることから宣伝も難しいため、修正までの時間つなぎと宣伝のためアニメの放送を提案した。また古澤は『Z』のアニメは原作に追いつかないように引き延ばしが多かった事を指摘し、再放送では無く引き延ばし部分をカットしたリマスター版のアイディアを出した。鳥嶋がこのアイディアを気に入り東映アニメーションの森下孝三に話したことでプロジェクトがスタートしたという。
原作者の鳥山明自らが監修に携わり、音楽は新規のものに差し替えられ、音声も全て再録された。放送当時では引退や既に故人となっている声優を中心に、多くのキャラクターの配役が変更され、元々の担当声優が現役で活動している場合でも新たな声優を起用することが多い。2009年発売の『ドラゴンボール レイジングブラスト』以降のゲームや、2013年公開の映画『ドラゴンボールZ 神と神』以降の新作アニメでも基本的に本作のキャスティングが踏襲されている。
古澤が指摘したように『Z』では放送内容が週刊連載中であった原作に追いつかないように、回想シーンを多く挿入したりアニメオリジナルエピソードを挿入するといった引き伸ばし措置が行われていたが、本作では原作が既に完結済みであるために原作の構成に近い無駄のないスピーディーな展開が可能となり、アニメオリジナルエピソードなどを大幅に省略し、演出のテンポを早めることで『Z』の2話から数話分の展開を1話でこなしている。また、『Z』には無かった要素として第1話での冒頭では悟空とフリーザの因縁を伝えるため、テレビスペシャル『ドラゴンボールZ たったひとりの最終決戦〜フリーザに挑んだZ戦士 孫悟空の父〜』の映像が使われている。これまでのテレビシリーズとは異なり、前回のあらすじはアバンタイトルで行われ、次回予告がエンディングの後に設けられている。
プロデューサーの小原康平は、人員・予算共に小規模のチームで番組を回すのは辛かったが、往年の演出家・アニメーターと接する機会を多く持てる企画だったと語っている。また、企画の森下孝三によると『Z』の再編集版であるためにファンが観てくれるか心配する声もあったが、想定以上の視聴者を増やすことができたという。当初の目的である宣伝効果についても、データカードダスの売り上げが改善するなど成功を収めた。

### サイヤ人編 - 人造人間・セル編（第1期・2009年 - 2011年）
2009年4月5日から2011年3月27日まで放送。全98話（第98話は東日本大震災の影響により未放送）。テレビシリーズのレギュラー放送としては、『ドラゴンボールGT』が終了した1997年11月以来、11年5か月ぶりとなった。
2010年5月24日よりアメリカ・アニメ専門チャンネルの『ニックトゥーン』（Nicktoons）でも放送を開始。放送当初から9歳-14歳、12歳-17歳、9歳-14歳（男）、12歳-17歳（男）の4カテゴリで、第1話の視聴率が同局の開局以来の最高視聴率を記録する好調なスタートとなった。

### 魔人ブウ編（第2期・2014年 - 2015年）
セル編の後、「ドリーム9」枠では『トリコ』が約3年間放送。同作終了後、2014年4月6日に第2期として「魔人ブウ編」が放映開始。話数は上記の未放送話を含めて、第1期からの通しの数となっており、初回放送話を第99話としている。2015年4月5日より、解説放送を実施する。
魔人ブウ編は当初、日本国外のみで放送される予定であった。その後、2013年3月頃に英語版の吹き替え声優、音響監督も務めているクリストファー・サバトが「新たに（ブウ編）全66話のライセンスを取得した」と発言した。ただし、2014年4月16日に「東映アニメーション・ヨーロッパ支社」の公式HPで発表された話数は「全69話」と表記されていて食い違いがある。
2014年2月頃に、日本での放送決定が発表された。2014年4月末時点でのDVD・Blu-rayBOXの発売予定が第1巻から第4巻（第99話から第146話）だったが、実際には2015年4月以降も放送し、同年6月28日まで全5クール、全61話での放送が行われた。日本国外版は上記のとおり全61話より長いため、同じ話数であっても日本版と日本国外版ではストーリーの進行度が異なる所がある。

## 内容・変更など
画面アスペクト比が16:9に変更され、第1期では映像の上下がカットされたり、第2期では4:3では見えなかった部分の拡大、またそれを利用したパン移動・回転などの演出が多用された。
音声面では、モノラル放送からステレオ放送となった。
台詞や表現については『Z』の放送開始から20年以上経過しなおかつ、放送時間が午前ということもあって『Z』で使われていた台詞や表現が別のものに差し替えられている。

## データ放送
2014年11月23日（魔人ブウ編の第131話）からは、フジテレビと同時ネットで放送している局のみデータ放送を開始。戦闘カードを引いて、敵にダメージを与えて倒すもの。視聴していくと、ドラゴンボールが1つずつ左から順に点灯していき、3分で7つ集まり、1回カードが引ける（プーアル、界王様、クリリン、ビーデルなど出現したキャラクターによって与えるダメージは異なる）。倒せなくてもひきわけ賞（参加賞）として応募は可能（プレゼントは異なる）。

## BGMについて
第1期のBGMは、当初はオリジナルシリーズで主題歌やイメージソングに携わっていた山本健司による新規の曲を使用していたが、2011年3月9日、東映アニメーションは山本の曲の中に第三者の著作権に抵触するものが複数あったとして、差し替えるとともに事実関係の調査と対応策の協議に入ることを発表した。
これに伴い同年3月20日・27日の本放送では、山本の曲に代わって菊池俊輔が手がけた『Z』のBGMが使用され、オープニングや公式サイト上での音楽のクレジットも山本から菊池に変更された。以降、再放送およびオンデマンド動画配信においては、第1話からBGMを『Z』のものに差し替えたものを放送・配信している（挿入歌においては山本が担当したものは差し替えられているが、主題歌をアレンジしたアイキャッチや次回予告、および山本が担当していない挿入歌はそのまま使用されている）。人造人間・セル編のDVDは第6巻、Blu-rayはBOX3以降BGMを差し替えて発売された。
なお、盗作の指摘自体は2010年5月の時点で存在し、ニコニコ動画で検証動画が投稿されていた。
第2期では、2013年公開の映画『神と神』のBGMを手がけた住友紀人による新規の曲を使用。住友はその後、2018年公開の映画『ドラゴンボール超 ブロリー』までの新作アニメでも引き続き担当した。

## 声の出演
太字の人物は『Z』と同一人物（改名、本作途中での交代を含む）が演じているキャラクター
『ドラゴンボール』までの登場キャラクター
- 孫悟空 - 野沢雅子
- ピッコロ - 古川登志夫
- クリリン、ヤジロベー、占いババ - 田中真弓
- ヤムチャ - 古谷徹
- 天津飯 - 緑川光
- 餃子 - 江森浩子
- 亀仙人 - 佐藤正治
- 神様 - 青野武[注釈 10]→島田敏[注釈 11]
- ブルマ - 鶴ひろみ
- カリン - 永井一郎[注釈 12]
- ウーロン - 龍田直樹
- チチ、プーアル - 渡辺菜生子
- 牛魔王 - 郷里大輔→大友龍三郎[注釈 13]
- ウミガメ - 藤本たかひろ
- ブリーフ博士 - 八奈見乗児→田中亮一[注釈 14]
- ブルマの母 - 川浪葉子
- 神龍 - 内海賢二→大友龍三郎[注釈 15]
- ミスターポポ - 川津泰彦
- 天下一武道会アナウンサー - 西脇保
- 人造人間8号 - 飯塚昭三
- ボラ - 江川央生
- 孫悟飯（育ての親） - 千葉繁
- 国王、ナレーション - 八奈見乗児

『Z』以降の登場キャラクター
- 孫悟飯、孫悟天 - 野沢雅子
- ベジータ - 堀川りょう
- 閻魔大王、ポルンガ - 郷里大輔→大友龍三郎[注釈 13]
- 北の界王 - 八奈見乗児
- バブルス - 藤本たかひろ
- グレゴリー - 沼田祐介
- デンデ - 平野綾
- トランクス - 草尾毅
- 人造人間18号 - 伊藤美紀
- ミスターサタン - 石塚運昇[注釈 13]
- ビーデル、パン[18] - 柿沼紫乃
- マーロン - 牛田裕子
- ベエ - 鈴木真仁

サイヤ人編・フリーザ編
- フリーザ - 中尾隆聖
- バーダック - 野沢雅子
- ラディッツ - 千葉繁
- ナッパ - 稲田徹
- キュイ - 竹本英史
- オーレン - 沼田祐介
- アプール - 吉水孝宏
- ザーボン - 三浦祥朗
- ドドリア - 長嶝高士
- ギニュー - 小西克幸
- リクーム - 佐々木誠二
- ジース - 岸尾だいすけ
- バータ - 小野坂昌也
- グルド - 高戸靖広
- 最長老 - 滝口順平[注釈 16]
- ムーリ長老 - 田中亮一
- カルゴ - 佐藤聡美
- ネイル - 楠大典
- ツーノ長老 - 平野正人

人造人間編・セル編
- セル - 若本規夫
- コルド大王 - 大友龍三郎
- 人造人間16号 - 緑川光
- 人造人間17号 - 中原茂
- 人造人間19号 - 堀之紀
- ドクター・ゲロ - 矢田耕司
- カロニー - 田中一成
- ピロシキ - 江川央生
- ピーザ - 西原久美子
- セルゲームのアナウンサー - 西脇保
- セルジュニア - 藤本たかひろ

魔人ブウ編
- 魔人ブウ - 塩屋浩三
- バビディ、西の界王 - 島田敏
- ビビディ- 龍田直樹
- スポポビッチ - 江川央生
- ヤムー - 高戸靖広
- プイプイ - 麻生智久
- ヤコン - 幸野善之
- ダーブラ - 大友龍三郎
- ジュエール、イダーサ、ノック - 根本幸多
- イコーセ - 赤羽根健治
- キーラ - 平井啓二
- プンター、猛血虎 - 荒井聡太
- キラーノ - 松本大督
- イレーザ、ウーブ - 浦和めぐみ
- シャプナー - 真殿光昭
- ムスカ - 佐藤正治
- 東の界王神→キビト界王神 - 三ツ矢雄二
- キビト - 青森伸
- 老界王神 - 田中亮一
- 大界王神 - 辻村真人
- 南の界王神 - 稲田徹
- 北の界王神 - 堀之紀
- 西の女界王神 - 鶴ひろみ
- 南の界王 - 中博史
- パポイ、オトコスキー - 藤本たかひろ

### 特別ゲスト
- フリーザの部下 - BANBANBAN、R藤本（いずれも56話）
- 姉 - 高橋みなみ（当時AKB48） （71話）

## スタッフ
- 企画 - 松崎容子→情野誠人（フジテレビ）、森下孝三（東映アニメーション）
- 原作 - 鳥山明『Dragonball』（集英社刊）
- プロデューサー - 情野誠人→野崎理（フジテレビ）、木村京太郎→渡辺和哉→佐川直子（読売広告社）、小原康平→若林豪→林田師博（東映アニメーション）
- シリーズ構成協力 - 小原康平、佐渡和隆（第1期のみ）、キャラメル・ママ
- 音楽 - 山本健司[注釈 17]→菊池俊輔[注釈 18]→住友紀人
- 製作担当 - 風間厚徳
- オープニング/エンディング - 山室直儀、長峯達也、志田直俊、後藤康徳、井出武生
- 編集 - 牧信公、片瀬健太
- 編集協力 - 古庄賢太郎→吉田公紀
- 音響監督 - 長崎行男→長崎行男、本山哲（魔人ブウ編）
- 録音 - 伊東光晴
- 録音助手 - 新垣未希
- オリジナル版音響効果 - 新井秀徳
- 選曲 - 本山哲、田中英行、小原吉男 他
- 調整 - 川崎公敬、渡辺絵里奈、立花康夫、小原吉男
- 録音スタジオ - タバック
- 音楽協力 - 八木仁、川口真太郎、小西岳夫、宮下令文
- HD演出協力 - 門田英彦
- 演出助手 - 小山保徳
- 広報 - 田中杏子（フジテレビ）、堀毛敦子
- 演技事務 - 上保裕資
- デジタルマスタリング - キュー・テック
- HD編集 - 塚田徹郎、中川明子
- デジタルマスタリング協力 - 小林宣弘、福光伸一
- 演出 - 野渡康弘→寺崎直博
- 制作協力 - 東映
- 制作 - フジテレビ、東映アニメーション

## 主題歌
第2期エンディング「純情」・「GALAXY」・「Don't Let Me Down」はビクターエンタテインメントからのリリース。それ以外は日本コロムビア（第1期放送当時の商号は『コロムビアミュージックエンタテインメント』）からのリリース。
第1期
オープニングテーマ「Dragon Soul」
作詞 - 吉元由美 / 作曲 - 岩崎貴文 / 編曲 - 京田誠一 / 歌 - 谷本貴義 （Dragon Soul）
最終話オープニング映像および提供画面の背景は『Z』では魔人ブウ編に入るまでほとんど変更されなかったが、今作では以下のように変遷している。
| 話数        | 変更された映像 |
| ----------- | --- |
| 1話 - 29話  | フリーザとザーボンとドドリアのシーン、ベジータと悟空との戦闘場面                                                                         |
| 30話 - 54話 | フリーザの第1形態から最終形態に変わっていくシーン、フリーザ（最終形態）と悟空（超サイヤ人）との戦闘場面                                  |
| 55話 - 68話 | 人造人間19号・20号の顔のアップ、ベジータとトランクスの超サイヤ人変身シーン、超サイヤ人孫悟飯、16号・17号・18号と地球の戦士たちの戦闘場面 |
| 69話 - 98話 | セルの第1形態と第2形態の顔のアップ、セル（完全体）と悟空（超サイヤ人）との戦闘場面                                                       |
エンディングテーマ
「Yeah! Break! Care! Break!」サイヤ人編・フリーザ編（1話 - 54話）
作詞 - 森由里子 / 作曲 - 岩崎貴文 / 編曲 - 京田誠一 / 歌 - 谷本貴義（Dragon Soul）
ドラゴンボールシリーズのエンディング曲としては初めて歌詞字幕が流れている。
「心の羽根」人造人間編（55話 - 98話）
作詞 - 秋元康 / 作曲 - 横健介 / 編曲 - 生田真心 / 歌 - チームドラゴン from AKB48

第2期（魔人ブウ編）
オープニングテーマ
「空・前・絶・後 Kuu-Zen-Zetsu-Go」
作詞 - 森雪之丞 / 作曲 - 岩崎貴文 / 編曲 - 籠島裕昌 / 歌 - 谷本貴義 （Dragon Soul）
「Fight It Out!!」（日本国外版）
作詞 - 山田ひろし / 作曲・編曲 - 山崎燿 / 歌 - 小野正利
エンディングテーマ
「拝啓、ツラツストラ」（99話 - 111話）
作詞・作曲 - 金廣真悟 / 編曲・歌 - グッドモーニングアメリカ
「純情」（112話 - 123話）
作詞・歌 - 家入レオ / 作曲 - 西尾芳彦 / 編曲 - 佐藤希久生
「Oh Yeah!!!!!!!」（124話 - 136話）
作詞・作曲 - 武井優心 / 編曲・歌 - Czecho No Republic
「GALAXY」（137話 - 146話）
作詞 - ヤマサキセイヤ / 作曲・編曲・歌 - キュウソネコカミ
「Don't Let Me Down」（147話 - 159話）
作詞・作曲 - 日高央 / 編曲 - 岡ナオキ / 歌 - Gacharic Spin

## 挿入歌
「Over the Star」
作詞 - 森由里子 / 作曲・編曲 - cAnON. / 歌 - 押谷沙樹
17話で使用。
「参上!!ギニュー特戦隊!!」
作詞 - 山田ひろし / 作曲・編曲・歌 - 山崎燿
28話、29話で使用。
「ただ凍える挽歌（Elegy）〜The Theme Of FREEZA〜」
作詞・作曲・歌 - Demon Kakka / 編曲 - Anders Rydholm
37話、40話で使用。
「Saiyan Blood」
作詞 - 山田ひろし / 作曲・編曲 - 山本健司 / 歌 - ベジータ（声：堀川りょう）
41話で使用。
「超☆スーパーDragon Soul」
作詞 - 吉元由美 / 作曲 - 岩崎貴文 / 編曲 - 籠島裕昌 / 歌 - 谷本貴義（Dragon Soul）
41話で使用。
「たったひとりの戦士」
作詞 - 山田ひろし / 作曲・編曲：櫻井真一 / 歌 - トランクス（声：草尾毅）
82話で使用。
「My 18th Magic」
作詞・作曲・編曲・歌：cAnON.
85話で使用
「セルゲームのお知らせ」
作詞：山田ひろし / 作曲・編曲：山本健司 / 歌 - 大槻ケンヂ
85話で使用
「CURE 〜僕がここにいるよ〜」
作詞 - 森由里子 / 作曲・編曲 - cAnON. / 歌 - デンデ（声：平野綾）
98話で使用。

## 各話リスト
- 特番などによる放送の休止・内容・日時・時間変更は以下の通り。
  - 2009年7月26日、2010年7月25日…『FNSの日26時間テレビ』放送のため休止。
  - 2010年7月4日…『2010 FIFAワールドカップ ハイライト』放送のため休止。
  - 2011年2月27日…『東京マラソン2011』中継のため休止。
  - 2011年3月13日…東日本大震災に伴う報道特番のため休止・順延。詳細は#震災による影響を参照のこと。

| 放送日        | 話数 | サブタイトル                                     | 脚本                        | Z演出                               | Z該当話                                           | 原作            |
| ------------- | ---- | ------------------------------------------------ | --------------------------- | ----------------------------------- | ------------------------------------------------- | --------------- |
| 2009年 4月5日 | 1    | 闘いの幕開け! 帰ってきたぞ孫悟空                 | 小山高生、隅沢克之          | 西尾大介、葛西治                    | Z SP1&ドラゴンボールダイジェスト Z 1話-2話Aパート | 第17巻          |
| 4月12日       | 2    | 敵は悟空の兄!? 最強戦士サイヤ人の秘密            | 小山高生、井上敏樹          | 葛西治、竹之内和久                  | 2話Bパート-3話                                    | 第17巻          |
| 4月19日       | 3    | 命をかけた闘い! 悟空とピッコロ捨て身の猛攻       | 井上敏樹、小山高生          | 上田芳裕、竹之内和久                | 4話-5話                                           | 第17巻          |
| 4月26日       | 4    | あの世で走れ孫悟空! 100万キロの蛇の道            | 小山高生、照井啓司          | 竹之内和久、橋本光夫 岡崎稔         | 6話（一部7話Bパート）                             | 第18巻          |
| 5月3日        | 5    | 荒野のサバイバル! 月夜が悟飯を呼び覚ます         | 照井啓司、小山高生          | 岡崎稔、上田芳裕                    | 7話-8話                                           | 第18巻          |
| 5月10日       | 6    | 辿り着いた終点! 界王様のおちゃめな試練           | 隅沢克之、井上敏樹 戸田博史 | 葛西治、岡崎稔 上田芳裕、竹之内和久 | 18話Bパート-19話Aパート （一部11話A、14話、17話） | 第18巻          |
| 5月17日       | 7    | 10倍重力と闘え! 悟空よ修行はかけっこだ           | 戸田博史、小山高生          | 竹之内和久、橋本光夫                | 19話Bパート-20話                                  | 第18巻          |
| 5月24日       | 8    | いでよ神龍（シェンロン）! サイヤ人ついに地球到着 | 照井啓司                    | 岡崎稔                              | 21話                                              | 第18巻          |
| 5月31日       | 9    | ヤムチャ奮闘! おそるべし栽培マン                 | 小山高生                    | 竹之内和久、上田芳裕                | 22話-23話                                         | 第18巻          |
| 6月7日        | 10   | 待ってろ餃子! 天津飯絶叫の気功砲                 | 隅沢克之、戸田博史          | 葛西治、折目達也 西尾大介           | 24話-25話                                         | 第18巻 - 第19巻 |
| 6月14日       | 11   | 間に合うか孫悟空!? 戦闘再開まで3時間             | 小山高生、井上敏樹          | 竹之内和久、上田芳裕 橋本光夫       | 26話-27話                                         | 第19巻          |
| 6月21日       | 12   | ピッコロが流した涙…孫悟空怒りの大反撃!           | 戸田博史、隅沢克之          | 岡崎稔、上田芳裕                    | 28話-29話Aパート                                  | 第19巻          |
| 6月28日       | 13   | これが界王拳だ!! 限界バトルの悟空VSベジータ      | 隅沢克之、照井啓司          | 上田芳裕、折目達也                  | 29話Bパート-30話                                  | 第19巻 - 第20巻 |
| 7月5日        | 14   | 激突かめはめ波! ベジータ執念の大変身             | 井上敏樹、隅沢克之          | 西尾大介、上田芳裕                  | 31話-32話Aパート                                  | 第20巻          |
| 7月12日       | 15   | 絶体絶命の悟空! 元気玉に願いを託せ               | 隅沢克之、照井啓司          | 上田芳裕、橋本光夫                  | 32話Bパート-33話                                  | 第20巻          |
| 7月19日       | 16   | 打倒不死身のベジータ! 奇跡を起こせ孫悟飯         | 小山高生、戸田博史          | 岡崎稔、西尾大介                    | 34話-35話Bパート中盤                              | 第20巻 - 第21巻 |

| 放送日         | 話数 | サブタイトル                                                 | 脚本                                  | Z演出                                          | Z該当話                                               | 原作            |
| -------------- | ---- | ------------------------------------------------------------ | ------------------------------------- | ---------------------------------------------- | ----------------------------------------------------- | --------------- |
| 2009年 8月2日  | 17   | 激戦の夜明け…希望の星はピッコロの故郷                        | 戸田博史、隅沢克之                    | 西尾大介、折目達也                             | 35話Bパート中盤-36話                                  | 第21巻          |
| 8月9日         | 18   | ユンザビットに眠る宇宙船（ふね）! ナメック星へいざ発進       | 隅沢克之、照井啓司                    | 松浦錠平、上田芳裕                             | 37話-38話                                             | 第21巻          |
| 8月16日        | 19   | 新たなる強敵! 宇宙の帝王フリーザ                             | 小山高生、隅沢克之 松井亜弥、照井啓司 | 西尾大介、橋本光夫 松浦錠平、上田芳裕 折目達也 | 39話-44話                                             | 第21巻          |
| 8月23日        | 20   | フリーザへの反逆! 野望に燃えるベジータ                       | 隅沢克之、戸田博史 松井亜弥           | 山内重保、橋本光夫 上田芳裕                    | 45話-46話Aパート                                      | 第21巻          |
| 8月30日        | 21   | 守れドラゴンボール! ナメック星人総攻撃                       | 戸田博史、松井亜弥                    | 橋本光夫、上田芳裕                             | 46話Bパート-47話                                      | 第21巻 - 第22巻 |
| 9月6日         | 22   | 猛追ドドリアの恐怖! ベジータに明かす真実                     | 照井啓司、隅沢克之                    | 岡崎稔、山内重保                               | 48話-49話                                             | 第22巻          |
| 9月13日        | 23   | 暗躍のベジータ! ナメック星人を襲う悲劇                       | 戸田博史、松井亜弥                    | 橋本光夫、上田芳裕                             | 50話-51話Bパート終盤                                  | 第22巻          |
| 9月20日        | 24   | 甦る仲間たち! 美戦士ザーボン悪魔の変身                       | 松井亜弥、隅沢克之 戸田博史           | 上田芳裕、橋本光夫 山内重保                    | 51話Bパート終盤-53話                                  | 第22巻          |
| 9月27日        | 25   | パワーアップだクリリン! うごめくフリーザの予感               | 戸田博史、照井啓司                    | 山内重保、岡崎稔                               | 53話Bパート中盤-54話 （一部53話Aパート、55話Aパート） | 第22巻 - 第23巻 |
| 10月4日        | 26   | 砕け散れ陰謀! 逆襲のベジータVSザーボン                       | 照井啓司、隅沢克之 小山高生           | 折目達也、上田芳裕 山内重保                    | 55話-57話Bパート終盤                                  | 第23巻          |
| 10月11日       | 27   | 一触即発のピンチ! 悟飯よ四星球（スーシンチュウ）を守れ       | 小山高生、戸田博史 松井亜弥、隅沢克之 | 山内重保、橋本光夫 松浦錠平、上田芳裕          | 57話Bパート終盤-60話                                  | 第23巻          |
| 10月18日       | 28   | 迫る超決戦! ギニュー特戦隊只今参上ッ!                        | 隅沢克之                              | 上田芳裕、折目達也                             | 60話Bパート終盤-61話                                  | 第23巻          |
| 10月25日       | 29   | 特戦隊の一番手! グルドの呪縛を打ち崩せ                       | 照井啓司、戸田博史                    | 山内重保、藤瀬順一 菊池一仁                    | 62話-63話                                             | 第23巻          |
| 11月1日        | 30   | 地獄のリクーム! 楽しませろよベジータちゃん                   | 戸田博史、隅沢克之                    | 岡崎稔、上田芳裕                               | 64話-65話                                             | 第23巻 - 第24巻 |
| 11月8日        | 31   | 孫悟空ついに到着! 蹴散らせギニュー特戦隊                     | 隅沢克之、松井亜弥 照井啓司           | 折目達也、西尾大介 藤瀬順一                    | 66話-68話Aパート序盤                                  | 第24巻          |
| 11月15日       | 32   | 真打ち登場!? ギニュー隊長VS孫悟空                            | 照井啓司、松井亜弥                    | 藤瀬順一、岡崎稔                               | 68話Aパート序盤-69話                                  | 第24巻          |
| 11月22日       | 33   | フルパワーだ孫悟空! おののくギニューに秘策あり!?             | 松井亜弥                              | 上田芳裕、折目達也                             | 70話-71話Bパート終盤                                  | 第24巻          |
| 11月29日       | 34   | ビックリ! 悟空がギニューでギニューが悟空!?                   | 松井亜弥、戸田博史                    | 折目達也、橋本光夫 西尾大介                    | 71話Bパート終盤-73話Bパート終盤                       | 第24巻 - 第25巻 |
| 12月6日        | 35   | 悟空大逆転!? 今こそいでよ超神龍（スーパーシェンロン）!       | 戸田博史、隅沢克之                    | 西尾大介、上田芳裕 橋本光夫                    | 73話Bパート終盤-75話Bパート終盤                       | 第25巻          |
| 12月13日       | 36   | 激昂フリーザが迫る! ポルンガよ…願いを叶えたまえ!             | 隅沢克之                              | 橋本光夫、折目達也 岡崎稔                      | 75話Bパート終盤-77話Aパート序盤                       | 第25巻          |
| 12月20日       | 37   | 悪夢の超変身! 戦闘力100万のフリーザ                          | 隅沢克之                              | 岡崎稔、上田芳裕                               | 77話Aパート序盤-78話                                  | 第25巻          |
| 12月27日       | 38   | 牙をむくフリーザ! 超絶パワーが悟飯を襲う                     | 松井亜弥                              | 折目達也、藤瀬順一                             | 79話-80話                                             | 第25巻          |
| 2010年 1月10日 | 39   | 新生ピッコロあらわる! 激怒フリーザ第2の変身                  | 小山高生                              | 西尾大介、上田芳裕 菊池一仁                    | 81話-82話                                             | 第25巻 - 第26巻 |
| 1月17日        | 40   | フリーザ最後の超変身! 地獄以上の恐怖がはじまる               | 小山高生、隅沢克之                    | 菊池一仁、上田芳裕 折目達也                    | 83話-84話Aパート                                      | 第26巻          |
| 1月24日        | 41   | 待ちに待ったぜこの瞬間! 孫悟空が復活だ                       | 隅沢克之                              | 折目達也、菊池一仁                             | 84話Bパート-85話                                      | 第26巻          |
| 1月31日        | 42   | フリーザを倒せ孫悟空! 誇り高きベジータの涙                   | 隅沢克之、松井亜弥                    | 上田芳裕、小坂春女 山口彰彦                    | 86話（一部87話Aパート）                               | 第26巻          |
| 2月7日         | 43   | 孫悟空VSフリーザ! 超決戦の幕開けだ!                          | 松井亜弥                              | 小坂春女、山口彰彦 菊池一仁                    | 87話-88話                                             | 第26巻          |
| 2月14日        | 44   | 限界突破の肉弾戦! 悟空とフリーザとギニュー再び!?             | 松井亜弥                              | 竹之内和久、上田芳裕                           | 89話-90話                                             | 第26巻          |
| 2月21日        | 45   | 20倍界王拳だ! すべてを賭けたかめはめ波                       | 松井亜弥、戸田博史                    | 西尾大介、藤瀬順一 橋本光夫                    | 91話-92話Aパート                                      | 第26巻 - 第27巻 |
| 2月28日        | 46   | これが最後の切り札だ! 悟空の特大元気玉                       | 戸田博史                              | 橋本光夫、菊池一仁 上田芳裕                    | 92話Bパート-94話Bパート序盤                           | 第27巻          |
| 3月7日         | 47   | 目覚めろ伝説の戦士…超（スーパー）サイヤ人、孫悟空!!          | 戸田博史                              | 上田芳裕、山内重保                             | 94話Bパート序盤-95話                                  | 第27巻          |
| 3月14日        | 48   | 怒れる超（スーパー）サイヤ人! 名乗りを上げろ孫悟空!          | 隅沢克之                              | 藤瀬順一、菊池一仁                             | 96話-97話Aパート                                      | 第27巻          |
| 3月21日        | 49   | 仇を討て孫悟空! 惑星崩壊のカウントダウン                     | 隅沢克之                              | 菊池一仁、上田芳裕                             | 97話Bパート-98話Bパート中盤 （一部97話Aパート）       | 第27巻          |
| 3月28日        | 50   | フリーザ決死のフルパワー! 願いを届けてくれ神龍（シェンロン） | 隅沢克之                              | 上田芳裕、山内重保                             | 98話Bパート中盤-99話                                  | 第27巻          |
| 4月4日         | 51   | 悟空激怒の雄叫び! 間に合え…起死回生の願い!                   | 隅沢克之、小山高生                    | 橋本光夫、藤瀬順一 菊池一仁                    | 100話-101話                                           | 第27巻          |
| 4月11日        | 52   | 消えゆく星に残った2人! これが最終決戦だ                      | 小山高生、戸田博史                    | 菊池一仁、西尾大介 上田芳裕、山内重保          | 102話-104話Bパート中盤 （一部101話Bパート）           | 第27巻 - 第28巻 |
| 4月18日        | 53   | 孫悟空、最後の一撃…ナメック星宇宙に散る                      | 戸田博史                              | 橋本光夫、菊池一仁                             | 104話Bパート中盤-106話Aパート                         | 第28巻          |
| 4月25日        | 54   | 宇宙に消えた悟空…甦れ!超（スーパー）戦士たち                 | 戸田博史                              | 菊池一仁、西尾大介                             | 106話Bパート-107話                                    | 第28巻          |

| 放送日        | 話数          | サブタイトル                                               | 脚本                                    | Z演出                                 | Z該当話                                                                       | 原作            |
| ------------- | ------------- | ---------------------------------------------------------- | --------------------------------------- | ------------------------------------- | ----------------------------------------------------------------------------- | --------------- |
| 2010年 5月2日 | 55            | あれが地球だよパパ…フリーザ親子の逆襲                      | 小山高生、松井亜弥                      | 山内重保、上田芳裕                    | 118話-119話                                                                   | 第28巻          |
| 5月9日        | 56            | フリーザはボクが倒す! もう1人の超（スーパー）サイヤ人      | 松井亜弥、小山高生 戸田博史             | 上田芳裕、橋本光夫 竹之内和久         | 120話-121話Bパート序盤                                                        | 第28巻          |
| 5月16日       | 57            | おかえり孫悟空! 謎の少年トランクスの告白                   | 戸田博史                                | 竹之内和久、橋本光夫 藤瀬順一         | 121話Bパート序盤-122話                                                        | 第28巻          |
| 5月23日       | 58            | 悟空の新ワザ、瞬間移動! 3年後に賭けた特訓                  | 戸田博史、松井亜弥                      | 山内重保、菊地一仁 上田芳裕           | 123話-125話                                                                   | 第28巻          |
| 5月30日       | 59            | 気配を持たぬ2人組! 人造人間、あらわる                      | 戸田博史、隅沢克之                      | 橋本光夫、藤瀬順一                    | 126話-127話Bパート序盤                                                        | 第28巻 - 第29巻 |
| 6月6日        | 60            | 内なる敵との挟み撃ち!? 孫悟空VS人造人間19号                | 隅沢克之、戸田博史                      | 藤瀬順一、山内重保 上田芳裕           | 127話Bパート序盤-129話Aパート中盤                                             | 第29巻          |
| 6月13日       | 61            | 19号に勝機なし! 遅れてきた超（スーパー）ベジータ           | 戸田博史                                | 上田芳裕、菊池一仁                    | 129話Aパート中盤-130話Bパート中盤                                             | 第29巻          |
| 6月20日       | 62            | ピッコロ強襲! 消えた20号とねじれる未来                     | 戸田博史、隅沢克之                      | 上田芳裕、菊池一仁 橋本光夫、山内重保 | 130話Bパート中盤-132話Aパート中盤                                             | 第29巻          |
| 6月27日       | 63            | 追撃!ドクター・ゲロ…謎の研究所を探せ!                      | 隅沢克之、小山高生                      | 山内重保、上田芳裕                    | 132話Aパート中盤-133話Bパート序盤                                             | 第29巻 - 第30巻 |
| 7月11日       | 64            | 17号と18号、そして…! 目覚める人造人間たち                  | 小山高生                                | 上田芳裕、藤瀬順一                    | 133話Bパート序盤-134話                                                        | 第30巻          |
| 7月18日       | 65            | かわいい顔で超パワー!? 18号VSベジータ                      | 松井亜弥、戸田博史                      | 橋本光夫、山内重保                    | 135話-136話                                                                   | 第30巻          |
| 8月1日        | 66            | 1つに戻る時がきた…ピッコロ最強への決意!                    | 戸田博史、隅沢克之                      | 菊池一仁、上田芳裕                    | 137話-138話                                                                   | 第30巻          |
| 8月8日        | 67            | もう1つのタイムマシン!? ブルマが知らせたミステリー         | 隅沢克之                                | 上田芳裕、橋本光夫                    | 139話-140話Bパート中盤 （一部138話Bパート）                                   | 第30巻          |
| 8月15日       | 68            | そして怪物が動き出す…出撃!超（スーパー）ナメック星人だ!    | 隅沢克之                                | 上田芳裕、西尾大介                    | 140話Bパート中盤-141話                                                        | 第30巻          |
| 8月22日       | 69            | オレはお前の兄弟だ! 悟空の気を持つモンスター               | 隅沢克之                                | 西尾大介、藤瀬順一 橋本光夫           | 142話-143話Bパート序盤                                                        | 第30巻 - 第31巻 |
| 8月29日       | 70            | 渦巻く策略、太陽拳! 人造人間セルを追え                     | 隅沢克之                                | 橋本光夫、上田芳裕                    | 143話Bパート序盤-144話 （一部145話Aパート）                                   | 第31巻          |
| 9月5日        | 71            | 神出鬼没のセルを討て! ついに復活、孫悟空!                  | 戸田博史、松井亜弥                      | 西尾大介、橋本光夫                    | 145話-146話                                                                   | 第31巻          |
| 9月12日       | 72            | 超（スーパー）サイヤ人を超えろ! いざ、精神と時の部屋へ     | 松井亜弥、隅沢克之                      | 山内重保、上田芳裕                    | 147話-148話Aパート                                                            | 第31巻          |
| 9月19日       | 73            | これが超（スーパー）ナメック星人の力! 17号VSピッコロ       | 隅沢克之                                | 上田芳裕、西尾大介                    | 148話Bパート-149話                                                            | 第31巻          |
| 9月26日       | 74            | 逃げろ17号! ピッコロ、懸命の抗戦                           | 松井亜弥                                | 橋本光夫、菊池一仁                    | 150話-151話Aパート序盤                                                        | 第31巻          |
| 10月3日       | 75            | 実力未知数! 寡黙な戦士16号、動く                           | 松井亜弥                                | 菊池一仁、橋本光夫 上田芳裕           | 151話Aパート序盤-152話                                                        | 第31巻          |
| 10月10日      | 76            | 天津飯、決死の新気功砲! 戦友（とも）を救え、孫悟空         | 松井亜弥、戸田博史                      | 上田芳裕、西尾大介 橋本光夫           | 153話-154話Bパート中盤                                                        | 第32巻          |
| 10月17日      | 77            | 超（スーパー）サイヤ人を超えた! 不敵なベジータ、セルを討つ | 戸田博史、植竹須美男                    | 橋本光夫、藤瀬順一 山内重保           | 154話Bパート中盤-156話                                                        | 第32巻          |
| 10月24日      | 78            | セル怒涛の悔しがり! クリリン、18号を破壊せよ               | 植竹須美男、小山高生                    | 山内重保、上田芳裕 橋本光夫           | 157話-158話Bパート終盤 （一部156話Bパート）                                   | 第32巻          |
| 10月31日      | 79            | そして最悪の事態へ…セル、18号に襲いかかる!                 | 小山高生、隅沢克之                      | 橋本光夫、菊池一仁 今村隆寛、山内重保 | 158話Bパート終盤-160話Aパート                                                 | 第32巻          |
| 11月7日       | 80            | 形勢逆転! 完全体セル、ついに始動                           | 隅沢克之、松井亜弥                      | 山内重保、藤瀬順一 西尾大介           | 160話Bパート-162話Aパート中盤                                                 | 第32巻          |
| 11月14日      | 81            | ベジータ全力の一撃! しかし高まるセルの恐怖                 | 松井亜弥                                | 西尾大介、橋本光夫                    | 162話Aパート中盤-163話                                                        | 第32巻 - 第33巻 |
| 11月21日      | 82            | 超（スーパー）パワー覚醒! 父（ベジータ）を超えたトランクス | 戸田博史                                | 菊池一仁、細田雅弘                    | 164話-165話                                                                   | 第33巻          |
| 11月28日      | 83            | テレビが乗っ取られた! セルゲーム会見生放送                 | 隅沢克之、松井亜弥                      | 藤瀬順一、山内重保                    | 166話-167話                                                                   | 第33巻          |
| 12月5日       | 84            | 修行完了! 悟空、打倒セルに余裕あり?!                       | 松井亜弥、隅沢克之                      | 西尾大介、橋本光夫                    | 168話-169話Bパート中盤                                                        | 第33巻          |
| 12月12日      | 85            | 破られた休息! 防衛軍、セルに総攻撃                         | 松井亜弥、隅沢克之 植竹須美男、戸田博史 | 西尾大介、橋本光夫 細田雅弘           | 169話Bパート中盤-172話Bパート終盤 （一部173話Aパート）                        | 第33巻          |
| 12月19日      | 86            | 新しい神様!ドラゴンボール遂に復活                          | 植竹須美男、戸田博史                    | 橋本光夫、細田雅弘 西尾大介、菊池一仁 | 172話Bパート終盤-175話Aパート                                                 | 第33巻          |
| 12月26日      | 87            | サタン軍団大暴れ! セルゲームの幕開け                       | 戸田博史、植竹須美男                    | 菊池一仁、芝田浩樹                    | 175話Aパート中盤-176話                                                        | 第33巻          |
| 2011年 1月9日 | 88            | 決戦! セルVS孫悟空                                         | 隅沢克之、戸田博史                      | 橋本光夫、上田芳裕 西尾大介           | 177話-178話                                                                   | 第34巻          |
| 1月16日       | 89            | 最高レベルの戦い! セルを倒せ、孫悟空                       | 戸田博史                                | 西尾大介、梅澤淳稔                    | 179話-180話Aパート                                                            | 第34巻          |
| 1月23日       | 90            | 死闘に決着! 悟空、決断の時                                 | 戸田博史                                | 梅澤淳稔、菊池一仁                    | 180話Bパート-181話                                                            | 第34巻          |
| 1月30日       | 91            | 怒れ悟飯! 秘めた力を解き放て                               | 戸田博史                                | 細田雅弘、芝田浩樹                    | 182話-183話Bパート序盤                                                        | 第34巻          |
| 2月6日        | 92            | 空に消えた涙! 悟飯、怒りの超覚醒                           | 戸田博史、隅沢克之                      | 芝田浩樹、橋本光夫                    | 183話Bパート序盤-184話                                                        | 第34巻          |
| 2月13日       | 93            | 迷いなき闘志! 悟飯、セルジュニア粉砕                       | 隅沢克之                                | 上田芳裕、西尾大介                    | 185話-186話Aパート                                                            | 第34巻 - 第35巻 |
| 2月20日       | 94            | 完全体崩壊! 炸裂、怒りの超鉄拳                             | 隅沢克之、戸田博史                      | 西尾大介、菊池一仁 細田雅弘           | 186話Bパート-188話Aパート中盤                                                 | 第35巻          |
| 3月6日        | 95            | バイバイみんな! これが地球を救う唯一の道                   | 戸田博史、松井亜弥                      | 細田雅弘、芝田浩樹                    | 188話Aパート中盤-189話                                                        | 第35巻          |
| 3月20日       | 96            | 力合わせろ! 最強最後のかめはめ波                           | 戸田博史、隅沢克之                      | 山内重保、菊池一仁                    | 190話-191話                                                                   | 第35巻          |
| 3月27日       | 97            | 笑顔の別れ! 新しい日々へ…                                  | 隅沢克之、小山高生                      | 西尾大介、細田雅弘                    | 192話-193話Bパート序盤                                                        | 第35巻          |
| 未放送        | 98 （番外編） | 未来に平和を! 悟空の魂よ永遠に                             | 小山高生、戸田博史                      | 細田雅弘、芝田浩樹                    | 193話Bパート序盤-194話 あの世一武道会編ダイジェスト DB改第1期全編ダイジェスト | 第35巻          |

| 放送日         | 話数 | サブタイトル                                                   | 脚本                                      | Z演出                                 | Z該当話                                                              | 原作            |
| -------------- | ---- | -------------------------------------------------------------- | ----------------------------------------- | ------------------------------------- | -------------------------------------------------------------------- | --------------- |
| 2014年 4月6日  | 99   | あれから7年! 今日から悟飯は高校生                              | 小山高生、戸田博史                        | 橋本光夫、菊池一仁                    | 200話-201話Bパート序盤                                               | 第36巻          |
| 4月13日        | 100  | バレちゃった! 新（ニュー）ヒーローは孫悟飯                     | 戸田博史、あかほりさとる 菅良幸、松井亜弥 | 菊池一仁、西尾大介 今村隆寛、上田芳裕 | 201話Bパート序盤-202話 204話-205話Aパート                            | 第36巻          |
| 4月20日        | 101  | 悟飯が先生! ビーデルの舞空術入門                               | 松井亜弥、戸田博史                        | 上田芳裕、葛西治 山内重保             | 205話Bパート-207話                                                   | 第36巻          |
| 4月27日        | 102  | ドラゴンチーム全員集合! 帰ってきた孫悟空!!                     | 戸田博史、小山高生                        | 菊池一仁、上田芳裕                    | 208話-209話                                                          | 第36巻          |
| 5月4日         | 103  | みんなビックリ! 悟天とトランクスの超バトル!!                   | 植竹須美男、戸田博史                      | 橋本光夫、今村隆寛 山内重保           | 210話-212話                                                          | 第36巻 - 第37巻 |
| 5月11日        | 104  | 波乱の予感…謎の戦士現る!!                                      | 戸田博史                                  | 菊池一仁、上田芳裕                    | 213話-214話Bパート終盤                                               | 第37巻          |
| 5月18日        | 105  | どうしたピッコロ!! 一回戦での意外な結末                        | 戸田博史、植竹須美男 隅沢克之             | 上田芳裕、葛西治 橋本光夫、菊池一仁   | 214話Bパート終盤-217話Aパート中盤                                    | 第37巻          |
| 5月25日        | 106  | ビーデル、ボロボロ 悟飯の怒りも限界だ!!                        | 隅沢克之、小山高生                        | 菊池一仁、上田芳裕 今村隆寛           | 217話Aパート中盤-219話Aパート （一部219話Bパート）                   | 第37巻          |
| 6月1日         | 107  | 恐ろしき魔人の秘密 黒幕出現!!                                  | 小山高生、戸田博史                        | 今村隆寛、上田芳裕                    | 219話Bパート-220話Bパート中盤                                        | 第37巻 - 第38巻 |
| 6月8日         | 108  | 極悪魔導師バビディと暗黒魔界の王ダーブラの罠                   | 戸田博史                                  | 上田芳裕、菊池一仁                    | 220話Bパート中盤-221話                                               | 第38巻          |
| 6月15日        | 109  | 超サイヤ人をナメるな! ベジータと悟空の全開パワー!              | 戸田博史                                  | 橋本光夫、上田芳裕                    | 222話-223話Bパート終盤                                               | 第38巻          |
| 6月22日        | 110  | 天下一は誰の手に!? バトルロイヤル決勝戦!!                      | 戸田博史                                  | 菊池一仁、橋本光夫 上田芳裕、葛西治   | 223話Bパート終盤-224話 （一部221話Aパート、222話Bパート）            | 第38巻          |
| 6月29日        | 111  | チビッコ恐るべし!! 大苦戦の18号                                | 戸田博史、久保田雅史                      | 上田芳裕、葛西治 菊池一仁、橋本光夫   | 225話-226話Bパート序盤 （一部223話Aパート、224話Bパート）            | 第38巻          |
| 7月6日         | 112  | 真打ち登場! 立ちはだかる魔王!!                                 | 久保田雅史                                | 橋本光夫、上田芳裕                    | 226話Bパート序盤-227話Aパート中盤 （一部226話Aパート、227話Bパート） | 第38巻          |
| 7月13日        | 113  | よみがえる邪心 破壊王子ベジータ!                               | 久保田雅史                                | 上田芳裕、菊池一仁                    | 227話Aパート中盤-228話Bパート終盤                                    | 第38巻          |
| 7月20日        | 114  | 最強はオレだ! 激突悟空VSベジータ                               | 久保田雅史、植竹須美男                    | 菊池一仁、橋本光夫                    | 228話Bパート終盤-229話 （一部230話Aパート）                          | 第38巻          |
| 8月3日         | 115  | 復活へのカウントダウン バビディの野望を打ち砕け!               | 植竹須美男、戸田博史                      | 菊池一仁、葛西治                      | 230話-231話Aパート終盤                                               | 第38巻          |
| 8月10日        | 116  | 解けた封印!? 悟飯抵抗のかめはめ波                              | 戸田博史、植竹須美男                      | 葛西治、山内重保 菊池一仁             | 231話Aパート終盤-232話Bパート中盤 （一部230話Bパート）               | 第38巻 - 第39巻 |
| 8月17日        | 117  | 絶望へ一直線!? 魔人ブウの恐怖                                  | 戸田博史、おおいとしのぶ 久保田雅史       | 山内重保、橋本光夫 菊池一仁           | 232話Bパート中盤-234話Aパート序盤                                    | 第39巻          |
| 8月24日        | 118  | お菓子になっちゃえ! 腹ペコ魔人の不気味パワー                   | 久保田雅史                                | 菊池一仁、藤瀬順一                    | 234話Aパート序盤-235話Bパート序盤                                    | 第39巻          |
| 8月31日        | 119  | 魔人はオレがかたづける ベジータ最期の決死戦!                   | 久保田雅史                                | 藤瀬順一、山内重保                    | 235話Bパート序盤-236話Bパート中盤                                    | 第39巻          |
| 9月7日         | 120  | 愛すべき者のために… 誇り高き戦士の最期!                        | 久保田雅史、小山高生                      | 山内重保、橋本光夫                    | 236話Bパート中盤-237話                                               | 第39巻          |
| 9月14日        | 121  | 悪夢再来 不死身の怪物 魔人ブウ!                                | 小山高生                                  | 菊池一仁、山内重保                    | 238話（一部239話）                                                   | 第39巻          |
| 9月21日        | 122  | ブウを倒す秘策 その名はフュージョン!                           | 小山高生                                  | 山内重保、芝田浩樹                    | 239話-240話Aパート                                                   | 第39巻          |
| 9月28日        | 123  | 見えた!かすかな希望 目を覚ませ戦士達!!                         | 小山高生                                  | 芝田浩樹、橋本光夫                    | 240話Bパート-241話Bパート中盤                                        | 第39巻          |
| 10月5日        | 124  | 邪魔者を捜せ バビディの復讐作戦開始!                           | 小山高生                                  | 橋本光夫、菊池一仁                    | 241話Bパート中盤-242話                                               | 第39巻          |
| 10月12日       | 125  | 試練の時 伝説の力を手に入れろ!                                 | 久保田雅史、吉田玲子                      | 山内重保、藤瀬順一                    | 243話-244話Aパート                                                   | 第39巻 - 第40巻 |
| 10月19日       | 126  | 魔人ブウを食い止めろ 限界（リミット）!超サイヤ人3!!            | 吉田玲子、戸田博史                        | 藤瀬順一、橋本光夫                    | 244話Bパート-245話Bパート序盤 （一部244話Aパート）                   | 第40巻          |
| 10月26日       | 127  | 見え始めた真価 反逆のブウ!                                     | 戸田博史                                  | 橋本光夫、菊池一仁                    | 245話Bパート序盤-246話                                               | 第40巻          |
| 11月2日        | 128  | カッコ悪い!?特訓、フュージョンポーズ!                          | 戸田博史                                  | 菊池一仁、山内重保 橋本光夫           | 247話 （一部246話Bパート、248話Aパート）                             | 第40巻          |
| 11月9日        | 129  | バイバイ みんな!! 孫悟空あの世に帰る                           | 戸田博史、久保田雅史                      | 橋本光夫、上田芳裕 菊池一仁           | 248話-249話Aパート中盤 （一部249話Bパート、250話Bパート）            | 第40巻          |
| 11月16日       | 130  | 見つけた、悟飯! 界王神界で猛特訓!                              | 久保田雅史                                | 上田芳裕、菊池一仁                    | 249話Aパート中盤-250話Aパート （一部250話Bパート）                   | 第40巻          |
| 11月23日       | 131  | 誕生!合体超戦士 その名は、ゴテンクス!!                         | 久保田雅史                                | 菊池一仁、今村隆寛                    | 250話Bパート-251話Bパート序盤                                        | 第40巻          |
| 11月30日       | 132  | 魔人を倒すのは誰だ? 最強の男始動!!                             | 久保田雅史                                | 菊池一仁、今村隆寛 山内重保           | 251話Bパート序盤-252話 （一部250話Bパート）                          | 第40巻          |
| 12月7日        | 133  | パワーアップは続く!? 完成!超ゴテンクス!                        | 久保田雅史、植竹須美男 小山高生           | 山内重保、橋本光夫 上田芳裕           | 253話 （一部252話Aパート、254話Bパート）                             | 第40巻          |
| 12月14日       | 134  | 怒りが産み出したモノ もうひとりの魔人!                         | 小山高生、戸田博史                        | 上田芳裕、菊池一仁 山内重保           | 254話-255話Aパート序盤 （一部255話Aパート中盤、256話Bパート中盤）    | 第40巻          |
| 12月21日       | 135  | ブウがブウを食べちゃった 新たな魔人襲来!!                      | 戸田博史                                  | 菊池一仁、山内重保                    | 255話Aパート序盤-256話Aパート終盤                                    | 第40巻 - 第41巻 |
| 12月28日       | 136  | 破局へまっしぐら! タイムリミットは1時間!!                      | 戸田博史、前川淳                          | 山内重保、藤瀬順一                    | 256話Aパート終盤-257話Bパート序盤                                    | 第41巻          |
| 2015年 1月11日 | 137  | 特訓完了! これで終わりだ魔人ブウ                               | 前川淳、吉田玲子                          | 藤瀬順一、今村隆寛 橋本光夫           | 257話Bパート序盤-258話Bパート中盤 （一部259話Bパート）               | 第41巻          |
| 1月18日        | 138  | オバケでブウ退治 必殺!カミカゼアタック!!                       | 前川淳、吉田玲子                          | 今村隆寛、橋本光夫                    | 258話Bパート中盤-259話                                               | 第41巻          |
| 1月25日        | 139  | ゴテンクスのとっておき 変身!超（スーパー）ゴテンクス3!!        | 戸田博史                                  | 上田芳裕、菊池一仁                    | 260話（一部261話Bパート）                                            | 第41巻          |
| 2月1日         | 140  | ノリノリ! ブウブウバレーボール!                                | 戸田博史                                  | 菊池一仁、橋本光夫                    | 261話-262話Bパート序盤                                               | 第41巻          |
| 2月8日         | 141  | お待たせみんな! 新生悟飯、地球へ!!                             | 戸田博史、久保田雅史                      | 橋本光夫、上田芳裕                    | 262話Bパート序盤-263話Bパート序盤                                    | 第41巻          |
| 2月15日        | 142  | ブウを圧倒! 究極（アルティメット）悟飯の超（スーパー）パワー!! | 久保田雅史、前川淳                        | 上田芳裕、菊池一仁                    | 263話Bパート序盤-264話Bパート終盤                                    | 第41巻          |
| 3月1日         | 143  | ブウの悪巧み ゴテンクス吸収!?                                  | 前川淳、植竹須美男                        | 菊池一仁、上田芳裕 門田英彦、橋本光夫 | 264話Bパート終盤-265話 （一部266話Aパート）                          | 第41巻          |
| 3月15日        | 144  | 大界王神の妙案! よみがえれ孫悟空!!                             | 植竹須美男、戸田博史                      | 橋本光夫、上田芳裕                    | 266話-267話Bパート序盤                                               | 第41巻 - 第42巻 |
| 3月22日        | 145  | 奇跡は一度… なるか悟空とアイツの超合体                         | 戸田博史                                  | 上田芳裕、葛西治                      | 267話Bパート序盤-268話                                               | 第42巻          |
| 3月29日        | 146  | 天下無敵! 究極戦士ベジット                                     | 久保田雅史                                | 菊池一仁、上田芳裕                    | 269話-271話Aパート序盤                                               | 第42巻          |
| 4月5日         | 147  | ブウの奥の手! 吸収された戦士たち!!                             | 久保田雅史                                | 上田芳裕、菊池一仁 山内重保           | 271話Aパート序盤-272話 （一部269話Aパート、270話Bパート）            | 第42巻          |
| 4月12日        | 148  | 悟飯たちを助け出せ! 悟空とベジータの潜入作戦（ミッション）!    | 久保田雅史、前川淳                        | 上田芳裕、菊池一仁 山内重保           | 273話-275話Bパート中盤                                               | 第42巻          |
| 4月19日        | 149  | 体内から緊急脱出! ブウ最悪への逆変身!!                         | 前川淳                                    | 上田芳裕、菊池一仁 山内重保           | 275話Bパート中盤-277話Aパート序盤 （一部277話Bパート）               | 第42巻          |
| 4月26日        | 150  | 地球消滅!! 始まりのブウの非道な一撃                            | 前川淳、戸田博史                          | 上田芳裕、葛西治                      | 277話Aパート序盤-278話Aパート                                        | 第42巻          |
| 5月3日         | 151  | 最後の頂上決戦! 界王神界で決着だ!!                             | 戸田博史                                  | 葛西治、山内重保                      | 278話Bパート-279話Bパート終盤                                        | 第42巻          |
| 5月10日        | 152  | 頑張れカカロット! お前がNo.1だ!!                               | 戸田博史、久保田雅史                      | 山内重保、菊池一仁 上田芳裕           | 279話Bパート終盤-281話Aパート序盤                                    | 第42巻          |
| 5月17日        | 153  | 勝負は1分間 ベジータ命懸けの時間稼ぎ!                          | 久保田雅史                                | 上田芳裕、藤瀬順一                    | 281話Aパート序盤-282話Aパート中盤                                    | 第42巻          |
| 5月24日        | 154  | 閃いた秘策 2つの願いを叶えたまえ!!                             | 久保田雅史                                | 藤瀬順一、山内重保                    | 282話Aパート中盤-283話Bパート序盤                                    | 第42巻          |
| 5月31日        | 155  | オラに元気を分けてくれ! 作るぜでっかい元気玉!!                 | 久保田雅史、前川淳                        | 山内重保、菊池一仁                    | 283話Bパート序盤-284話                                               | 第42巻          |
| 6月7日         | 156  | 世界の救世主はおまえだ! みんなの元気玉完成!!                   | 前川淳                                    | 上田芳裕、今村隆寛                    | 285話-286話Aパート中盤                                               | 第42巻          |
| 6月14日        | 157  | やっぱり最強孫悟空!! 魔人ブウ消滅                              | 前川淳                                    | 今村隆寛、橋本光夫                    | 286話Aパート中盤-287話                                               | 第42巻          |
| 6月21日        | 158  | そして10年後…久しぶりの天下一武道会!                           | 久保田雅史                                | 菊池一仁、上田芳裕                    | 289話-290話Bパート序盤                                               | 第42巻          |
| 6月28日        | 159  | もっと強く! 悟空の夢は終わらない!!                             | 久保田雅史                                | 上田芳裕、今村隆寛                    | 290話Bパート序盤-291話                                               | 第42巻          |

## 視聴率
- 平均視聴率：8.0%（関東地区）[19]
- 最高視聴率：12.3%（47話「目覚めろ伝説の戦士…超サイヤ人、孫悟空!!」・関東地区）[19]

## 放送局
| 放送地域       | 放送局             | 放送期間 | 放送日時 | 放送系列                                     | 遅れ日数                | 字幕放送 | 連動データ放送 |
| 第1期          | 第1期              | 第1期 | 第1期 | 第1期                                        | 第1期                   | 第1期    | 第1期          |
| -------------- | ------------------ | --- | --- | -------------------------------------------- | ----------------------- | -------- | -------------- |
| 関東広域圏     | フジテレビ         | 2009年4月5日 - 2011年3月27日 | 日曜 9:00 - 9:30 | フジテレビ系列                               | 制作局                  | あり     | なし           |
| 北海道         | 北海道文化放送     | 2009年4月5日 - 2011年3月27日 | 日曜 9:00 - 9:30 | フジテレビ系列                               | 同時ネット              | あり     | なし           |
| 岩手県         | 岩手めんこいテレビ | 2009年4月5日 - 2011年3月27日 | 日曜 9:00 - 9:30 | フジテレビ系列                               | 同時ネット              | あり     | なし           |
| 宮城県         | 仙台放送           | 2009年4月5日 - 2011年3月27日 | 日曜 9:00 - 9:30 | フジテレビ系列                               | 同時ネット              | あり     | なし           |
| 山形県         | さくらんぼテレビ   | 2009年4月5日 - 2011年3月27日 | 日曜 9:00 - 9:30 | フジテレビ系列                               | 同時ネット              | あり     | なし           |
| 新潟県         | 新潟総合テレビ     | 2009年4月5日 - 2011年3月27日 | 日曜 9:00 - 9:30 | フジテレビ系列                               | 同時ネット              | あり     | なし           |
| 石川県         | 石川テレビ         | 2009年4月5日 - 2011年3月27日 | 日曜 9:00 - 9:30 | フジテレビ系列                               | 同時ネット              | あり     | なし           |
| 長野県         | 長野放送           | 2009年4月5日 - 2011年3月27日 | 日曜 9:00 - 9:30 | フジテレビ系列                               | 同時ネット              | あり     | なし           |
| 静岡県         | テレビ静岡         | 2009年4月5日 - 2011年3月27日 | 日曜 9:00 - 9:30 | フジテレビ系列                               | 同時ネット              | あり     | なし           |
| 中京広域圏     | 東海テレビ         | 2009年4月5日 - 2011年3月27日 | 日曜 9:00 - 9:30 | フジテレビ系列                               | 同時ネット              | あり     | なし           |
| 岡山県・香川県 | 岡山放送           | 2009年4月5日 - 2011年3月27日 | 日曜 9:00 - 9:30 | フジテレビ系列                               | 同時ネット              | あり     | なし           |
| 広島県         | テレビ新広島       | 2009年4月5日 - 2011年3月27日 | 日曜 9:00 - 9:30 | フジテレビ系列                               | 同時ネット              | あり     | なし           |
| 福岡県         | テレビ西日本       | 2009年4月5日 - 2011年3月27日 | 日曜 9:00 - 9:30 | フジテレビ系列                               | 同時ネット              | あり     | なし           |
| 佐賀県         | サガテレビ         | 2009年4月5日 - 2011年3月27日 | 日曜 9:00 - 9:30 | フジテレビ系列                               | 同時ネット              | あり     | なし           |
| 熊本県         | テレビ熊本         | 2009年4月11日 - 2011年4月2日 | 土曜 5:30 - 6:00 | フジテレビ系列                               | 遅れネット              | あり     | なし           |
| 近畿広域圏     | 関西テレビ         | 2009年4月12日 - 2011年4月3日 | 日曜 9:00 - 9:30 | フジテレビ系列                               | 遅れネット              | あり     | なし           |
| 富山県         | 富山テレビ         | 2009年4月11日 - 2011年4月9日 | 土曜 6:30 - 7:00 | フジテレビ系列                               | 遅れネット              | あり     | なし           |
| 愛媛県         | テレビ愛媛         | 2009年4月19日 - 2011年4月10日 | 日曜 9:00 - 9:30 | フジテレビ系列                               | 遅れネット              | あり     | なし           |
| 長崎県         | テレビ長崎         | 2009年4月13日 - 2011年4月11日 | 月曜 15:29 - 15:58 | フジテレビ系列                               | 遅れネット              | あり     | なし           |
| 島根県・鳥取県 | 山陰中央テレビ     | 2009年4月16日 - 2011年4月14日 | 木曜 16:23 - 16:53 | フジテレビ系列                               | 遅れネット              | あり     | なし           |
| 鹿児島県       | 鹿児島テレビ       | 2009年4月21日 - 9月29日 2009年10月4日 - 2011年4月17日                                                                                                  | 火曜 15:30 - 16:00 日曜 9:30 - 10:00 | フジテレビ系列                               | 遅れネット              | あり     | なし           |
| 高知県         | 高知さんさんテレビ | 2009年5月12日 - 2011年4月19日 | 火曜 15:30 - 16:00 | フジテレビ系列                               | 遅れネット              | あり     | なし           |
| 秋田県         | 秋田テレビ         | 2009年4月22日 - 2011年4月20日 | 水曜 16:23 - 16:53 | フジテレビ系列                               | 遅れネット              | あり     | なし           |
| 福井県         | 福井テレビ         | 2009年5月3日 - 2011年4月24日 | 日曜 9:30 - 9:56 | フジテレビ系列                               | 遅れネット              | あり     | なし           |
| 沖縄県         | 沖縄テレビ         | 2009年7月6日 - 2011年5月16日 | 月曜 15:54 - 16:23 | フジテレビ系列                               | 遅れネット              | あり     | なし           |
| 宮崎県         | テレビ宮崎         | 2009年5月12日 - 2011年5月3日 | 火曜 15:29 - 15:58 | フジテレビ系列 日本テレビ系列 テレビ朝日系列 | 遅れネット              | あり     | なし           |
| 大分県         | テレビ大分         | 2009年7月28日 - 8月27日 2009年9月21日 2009年12月28日 - 12月30日 2010年1月6日 2010年1月7日・1月8日 2010年3月30日 - 4月8日 2010年4月11日 - 2011年7月17日 | 火曜・木曜 15:00 - 16:00 月曜 15:00 - 16:00 月曜 - 水曜 10:53 - 11:20 水曜 15:00 - 15:30 木曜・金曜 15:00 - 16:00 月曜・火曜・木曜 15:30 - 16:00 日曜 6:15 - 6:45 | 日本テレビ系列 フジテレビ系列                | 遅れネット              | なし     | なし           |
| 日本全域       | フジテレビTWO      | 2011年3月30日 2011年4月8日 - 9月23日 2011年10月2日 - 11月20日 2011年11月24日 - 2012年1月11日                                                           | 水曜 18:00 - 19:00 金曜 18:00 - 19:00 日曜 19:00 - 20:00 火曜 - 金曜 17:00 - 18:00                                                                                | CS放送                                       | 遅れネット              | なし     | なし           |
| 日本全域       | アニマックス       | 2017年7月21日 - 12月4日 2018年2月15日 - 2018年4月25日                                                                                                  | 月曜 - 金曜 17:00 - 17:30 月曜 - 金曜 7:30 - 8:00 月曜 - 金曜 22:00 - 23:00（2話連続）                                                                            | CS放送                                       | 遅れネット              | あり     | なし           |
| 第2期          |                    | | |                                              |                         |          |                |
| 関東広域圏     | フジテレビ         | 2014年4月6日 - 2015年6月28日 | 日曜 9:00 - 9:30 | フジテレビ系列                               | 制作局                  | あり     | あり           |
| 北海道         | 北海道文化放送     | 2014年4月6日 - 2015年6月28日 | 日曜 9:00 - 9:30 | フジテレビ系列                               | 同時ネット              | あり     | あり           |
| 岩手県         | 岩手めんこいテレビ | 2014年4月6日 - 2015年6月28日 | 日曜 9:00 - 9:30 | フジテレビ系列                               | 同時ネット              | あり     | あり           |
| 宮城県         | 仙台放送           | 2014年4月6日 - 2015年6月28日 | 日曜 9:00 - 9:30 | フジテレビ系列                               | 同時ネット              | あり     | あり           |
| 山形県         | さくらんぼテレビ   | 2014年4月6日 - 2015年6月28日 | 日曜 9:00 - 9:30 | フジテレビ系列                               | 同時ネット              | あり     | あり           |
| 新潟県         | 新潟総合テレビ     | 2014年4月6日 - 2015年6月28日 | 日曜 9:00 - 9:30 | フジテレビ系列                               | 同時ネット              | あり     | あり           |
| 石川県         | 石川テレビ         | 2014年4月6日 - 2015年6月28日 | 日曜 9:00 - 9:30 | フジテレビ系列                               | 同時ネット              | あり     | あり           |
| 長野県         | 長野放送           | 2014年4月6日 - 2015年6月28日 | 日曜 9:00 - 9:30 | フジテレビ系列                               | 同時ネット              | あり     | あり           |
| 静岡県         | テレビ静岡         | 2014年4月6日 - 2015年6月28日 | 日曜 9:00 - 9:30 | フジテレビ系列                               | 同時ネット              | あり     | あり           |
| 中京広域圏     | 東海テレビ         | 2014年4月6日 - 2015年6月28日 | 日曜 9:00 - 9:30 | フジテレビ系列                               | 同時ネット              | あり     | あり           |
| 岡山県・香川県 | 岡山放送           | 2014年4月6日 - 2015年6月28日 | 日曜 9:00 - 9:30 | フジテレビ系列                               | 同時ネット              | あり     | あり           |
| 広島県         | テレビ新広島       | 2014年4月6日 - 2015年6月28日 | 日曜 9:00 - 9:30 | フジテレビ系列                               | 同時ネット              | あり     | あり           |
| 福岡県         | テレビ西日本       | 2014年4月6日 - 2015年6月28日 | 日曜 9:00 - 9:30 | フジテレビ系列                               | 同時ネット              | あり     | あり           |
| 佐賀県         | サガテレビ         | 2014年4月6日 - 2015年6月28日 | 日曜 9:00 - 9:30 | フジテレビ系列                               | 同時ネット              | あり     | あり           |
| 高知県         | 高知さんさんテレビ | 2014年4月16日 - 2015年3月25日 2015年3月31日・4月1日 2015年4月5日 - 6月28日                                                                             | 水曜 14:31 - 15:00 火曜・水曜 16:20 - 16:50 日曜 9:00 - 9:30 | フジテレビ系列                               | 遅れネット ↓ 同時ネット | あり     | なし ↓ あり    |
| 島根県・鳥取県 | 山陰中央テレビ     | 2014年4月10日 - 2015年7月9日 | 木曜 16:20 - 16:50 | フジテレビ系列                               | 遅れネット              | あり     | なし           |
| 福井県         | 福井テレビ         | 2014年4月12日 - 2015年7月4日 | 土曜 5:25 - 5:55 | フジテレビ系列                               | 遅れネット              | あり     | なし           |
| 富山県         | 富山テレビ         | 2014年4月12日 - 2015年7月4日 | 土曜 6:25 - 6:55 | フジテレビ系列                               | 遅れネット              | あり     | なし           |
| 近畿広域圏     | 関西テレビ         | 2014年4月13日 - 2015年7月5日 | 日曜 9:00 - 9:30 | フジテレビ系列                               | 遅れネット              | あり     | なし           |
| 秋田県         | 秋田テレビ         | 2014年4月16日 - 2015年7月8日 | 水曜 16:20 - 16:50 | フジテレビ系列                               | 遅れネット              | あり     | なし           |
| 熊本県         | テレビ熊本         | 2014年4月19日 - 2015年7月11日 | 土曜 5:30 - 6:00 | フジテレビ系列                               | 遅れネット              | あり     | なし           |
| 鹿児島県       | 鹿児島テレビ       | 2014年4月19日 - 2015年4月4日 2015年4月12日 - 8月16日                                                                                                   | 土曜 16:45 - 17:15 日曜 9:00 - 9:30 | フジテレビ系列                               | 遅れネット              | あり     | なし           |
| 長崎県         | テレビ長崎         | 2014年4月19日 - 2015年3月21日 2015年4月5日 - 8月2日 | 土曜 10:55 - 11:25 日曜 6:30 - 7:00 | フジテレビ系列                               | 遅れネット              | あり     | なし           |
| 愛媛県         | テレビ愛媛         | 2014年4月20日 - 2015年7月19日 | 日曜 9:30 - 10:00 | フジテレビ系列                               | 遅れネット              | あり     | なし           |
| 宮崎県         | テレビ宮崎         | 2014年5月6日 - 2015年3月24日 2015年4月5日 - 8月9日 | 火曜 15:25 - 15:55 日曜 5:30 - 6:00 | フジテレビ系列 日本テレビ系列 テレビ朝日系列 | 遅れネット              | あり     | なし           |
| 大分県         | テレビ大分         | 2014年4月13日 - 2015年7月12日 | 日曜 5:45 - 6:15 | 日本テレビ系列 フジテレビ系列                | 遅れネット              | あり     | なし           |
| 日本全域       | アニマックス       | 2018年4月25日 - | 月曜 - 金曜 22:00 - 23:00（2話連続） | CS放送                                       | 遅れネット              | あり     | なし           |

- 北海道文化放送は、第2期では北海道マラソンの中継放送のため遅れが発生していた。
- 福島テレビは系列局でありながら、第1期、第2期共に放送されなかった。
- 東海テレビ（第1話 - 第52話[注釈 27]）・テレビ静岡ではローカルでの再放送が行われていた。
- 鹿児島テレビは、毎月第1日曜日に『ぐっとグッドかごしま』を放送するため、遅れが発生していた。
- 沖縄テレビは第1期のみを放送。第2期はもちろん、後身にあたる「ドラゴンボール超」も非ネットだったため、第1期終了後、沖縄テレビにおけるドラゴンボールシリーズのアニメの放送は2024年10月開始の「ドラゴンボールDAIMA」まで約13年5か月間途絶えた。
- 『ドラゴンボールGT』までネットしていた、系列外の青森放送・山梨放送・四国放送（以上NNN）、テレビ山口（JNN）では、第1期、第2期共に放送されていない。

## 映像ソフト化
2009年9月18日より本編がDVDおよびBlu-ray Discが同時に発売中。BDは1巻のみ単巻で以降はBOXのみで発売。発売・販売はハピネット。なお、日本国外ではそれ以前に『ドラゴンボールZ』の劇場版のBlu-rayでの販売が行われている。
また、2010年10月2日から発売されている人造人間・セル編からは、巻数がサイヤ人編からの続き番号（巻数）とはならずにBlu-ray BOX1〜4とDVD第1巻〜第15巻とシーズンが分けられた（レンタルDVDのみシーズンに関係なく通し番号 全33巻・全97話+番外編）。
サイヤ人・フリーザ編、人造人間・セル編ともにBlu-ray DiscではTV放送でカットされた上下部分を含めたフル画面（フルHD内画角=ピラーボックス）で収録されている（DVDは16:9のまま）。
2014年9月2日からは、第2期となる魔人ブウ編がBOXのみで各BOX1から順次発売中。BD/DVDともに画角が16:9に統一されている。また、サイヤ人・フリーザ編、人造人間・セル編のセル専用BD・DVDについてはBD・DVDともにそれぞれを1BOXにまとめた形で前者は2014年12月2日から、後者は2015年1月6日から改めてリリースされている。
BD/DVDの仕様は次の通り。
- サイヤ人編・フリーザ編（全54話）:Blu-ray第1巻+BOX1 - 4 単巻DVD全18巻。
Blu-Ray第1巻と単巻DVD第1巻の初回分には特製データカードダスを付属。
- 人造人間・セル編（全43話+番外編）:BD-BOX1 - 4 単巻DVD全15巻
- BD:AVC（H.264）/4:3（フルHD内画角）/カラー/リニアPCM/ステレオ DVD:MPEG-2/16:9/カラー/リニアPCM/ステレオ

なお、詳細は下部の外部リンクを参照のこと。

## 関連CD

### シングル
- Dragon Soul
- Yeah! Break! Care! Break!
- 心の羽根
- 空・前・絶・後 Kuu-Zen-Zetsu-Go
- 拝啓、ツラツストラ
- 純情
- Oh Yeah!!!!!!!
- Don't Let Me Down

### アルバム
- ドラゴンボール改 SONG COLLECTION
- ドラゴンボール改 COMPLETE SONG COLLECTION

### サウンドトラック
- ドラゴンボール改 ORIGINAL SOUNDTRACK
- ドラゴンボール改 ORIGINAL SOUNDTRACK II
- ドラゴンボール改 ORIGINAL SOUNDTRACK III & SONGS

## ゲーム
いずれもバンダイナムコゲームスから発売。
ドラゴンボール改 サイヤ人来襲
2009年4月29日発売。ニンテンドーDSソフト。初回分には特製データカードダス付属。
ドラゴンボール改 アルティメット武闘伝
2011年2月3日発売。ニンテンドーDSソフト。初回分には特製データカードダス付属。

## 関連番組
脳内エステ IQサプリ 最強スッキリペア大決定戦SP（フジテレビ、2014年5月20日）
「IQミラーまちがいエイト」のコーナーで『ドラゴンボール改』の間違い探しを放送。

## イベント
歴史に学ぶドラゴンボール改・大阪城ウオークラリー
2009年10月10日・11日に「大阪の幕末から明治を歩く」をテーマに大阪各所の歴史ある地を巡りながら歩くウオーキングイベントが大阪城周辺で開催された。全部で7つのポイントでクイズを解きながらコースを巡るイベント。また、同イベントが2010年10月9日・10日でも開催された。
ドラゴンボール改 スーパーバトルステージ
熊本県荒尾市にある『グリーンランド』で2010年3月27日から4月23日の約1か月にわたって行われていたバトルショー。
上演時間は約30分。登場人物は全員着ぐるみで、そこに事前に録っておいた声を流すという方式である。主題歌はアニメ同様に「Dragon Soul」で、BGMもアニメで使われているものと同じものを使用している。戦闘中にはコミカルなシーンが何回か存在する。
このショーでは悟空、悟飯、ベジータ、ブルマ、ブリーフ博士に加え、敵キャラクターとして映画『ドラゴンボールZ 燃えつきろ!!熱戦・烈戦・超激戦』の敵キャラクターであるブロリー、パラガスが登場。キャラクターの声はテレビアニメおよび劇場版に準じている。内容は、ブルマが「社会科見学カプセルツアー」と題して一般の人々にカプセルコーポレーションの見学ツアーを開いていたところにブロリーとパラガスが襲来し、それを悟空たちが迎え撃つというもの。
| 開催地                               | 期間                                |
| ドラゴンボール改 キャラクターショー  | ドラゴンボール改 キャラクターショー |
| ------------------------------------ | ----------------------------------- |
| 大阪府大阪城公園西の丸庭園           | 2009年10月11日[22]                  |
| 岩手県八幡平市桜公園八幡平ゆきまつり | 2010年2月21日                       |
| 東京都よみうりランド                 | 2010年3月21日[23]                   |
| 兵庫県神戸ハーバランド               | 2010年3月22日                       |
| 熊本県グリーンランド                 | 2010年3月27日 - 4月23日[24]         |
| 東京都お台場合衆国内オダイバランド   | 2010年7月23日[25]                   |
| 岡山県レオマ劇場                     | 2010年9月20日                       |
| 兵庫県御影クラッセ                   | 2010年10月23日                      |
| 東京都練馬アニメカーニバル2010       | 2010年11月20、21日[26]              |
| 東京都練馬アニメカーニバル2012       | 2012年11月10日[27]                  |
| 愛知県ナゴヤドーム                   | 2013年1月1日[28]                    |
お台場合衆国2010〜笑うBayには福きたる!!〜
2010年7月23日にお台場合衆国で行われた『ドラゴンボール改』のイベント。イベントでは、主題歌を歌う谷本貴義、エンディング曲を歌うチームドラゴンfrom AKB48によるスペシャルライブ、野沢雅子のトークを織り交ぜたステージ「ドラゴンLIVE」などが行われた。
みんな集まれ!ドラゴンボール改ミーティング
2010年8月11日に東京ドームシティシアターGロッソにてAKB48から誕生したチームドラゴン from AKB48と『ドラゴンボール改』とのイベントが実施された。イベントではチームドラゴンのメンバーに加えて、主題歌を歌う谷本貴義や、野沢雅子などが参加し、『ドラゴンボール改』にまつわるトークやライブパフォーマンスを披露した。
ドラゴンボール改 プレイパーク
2014年7月19日から8月31日まで、フジテレビ6Fフジテレビキッズカフェ「ママトコ」ステージエリアにて開催された。イベントではオリジナルタイミングゲーム「筋斗雲にのろう！」や超サイヤ人孫悟空の立像の展示が行われた他、オリジナルグッズが販売された。
ドラゴンボール改 サマーステージ2014
2014年8月13日にお台場新大陸にて開催されたイベント。野沢雅子のトークショーに同アニメの主題歌を歌う谷本貴義、グッドモーニングアメリカの金廣真悟、たなしんのスペシャルステージが実施された。
ドラゴンボール改 雪山修行編 in 高鷲スノーパーク
2014年12月上旬から2015年4月19日まで、高鷲スノーパークにて実施されたイベント。期間中は『ドラゴンボール』の世界観にちなんだ様々な企画が実施された。

## タイアップ
マクドナルド
ハッピーセット「ドラゴンボール改/フレッシュプリキュア！」（2009年10月23日より販売）
ハッピーセット「ドラゴンボール改/たまごっち！」（2011年4月15日より販売）

## CMへの起用
- 桃屋・「ごはんですよ！」
  - 「孫ごはんですよ! 登場篇」[35]（2009年）
  - 「シェンロン篇」[35]（2009年）

## 震災による影響
第1期ではアニメ雑誌などの情報では全98話と告知されていた。しかし最終話の直前に起こった東日本大震災に伴う報道特番の影響で3月13日の放送が急遽中止となった。
この影響から、本来の最終話となるはずだった98話が放送されず、結果的に97話がテレビ放送時の最終話として扱われた。なお、厳密に言うと後番組『トリコ』の放送開始（4月3日）が繰り下げられず、加えて本作の別時間枠での振り替え放送も行われなかったことによるものである（関連記事）。後年のアニマックスによる再放送も、この影響を考慮し第2期の魔人ブウ編（99話）に繋げられたが、後に98話も放送されるようになった。
98話は前述した人造人間・セル編「Blu-ray BOX4」および「DVD 15巻」にて、番外編として収録されている。